# Egipcjanie Bałkańscy
Egipcjanie Bałkańscy (nazwa własna w języku albańskim Egjiptjan; inne nazwy: alb. Evgjit, Magjup; bułg. Aгупти / Agupti, Eгиптяни / Egiptjani, Гюпти / Gjupti; mac. Ѓупци / Gjupci; serb. Египћани / Egipćani, Ђупци / Đupci) – grupa etniczna wywodząca się z narodu romskiego, często z nim utożsamiana.
Liczebnie trudna do oszacowania społeczność Egipcjan Bałkańskich żyje obecnie na terenie Albanii (według ich własnych rachunków 350–400 tys.), Bośni i Hercegowiny, Bułgarii, Chorwacji, Czarnogóry, Grecji, Kosowa (20 tys. w 2000 r.), Macedonii (3713 osób w 2002 r.) i Serbii (według spisu powszechnego z 2002 roku 814 osób, głównie w Nowym Sadzie i Belgradzie), a także na emigracji, głównie w krajach Europy zachodniej. Tradycyjnie są wyznawcami islamu, zaś używanym przez nich językiem jest często tradycyjny język albański.

## Etnogeneza
Według najbardziej wiarygodnych analiz i badań naukowych Egipcjanie Bałkańscy stanowią grupę Romów i tak są na ogół postrzegani zarówno przez inne grupy etniczne, jak i przez resztę tego narodu. Mimo to sami przedstawiciele tej społeczności dowodzą, iż ich przodkowie pochodzą ze starożytnego Egiptu, skąd wywędrowali w czasach Amenemhata III podczas inwazji Hyksosów lub za panowania Ramzesa II, zaś pogląd ten zdają się podzielać niektórzy powszechnie uznani autorzy (np. Marcel Courthiade czy Konstantin Josef Jireček), piszący o Egipcjanach Bałkańskich już w odniesieniu do IV wieku n.e. Historię jednoznacznie zidentyfikowanej grupy etnicznej, określającej się tym mianem, daje się jednak prześledzić zaledwie od lat 50. XX wieku (Bułgaria) lub też 1971 roku (Jugosławia), choć najwcześniejsze przekazy, odnoszące się do Romów i określające ich jako Egipcjan, pochodzą już z czasów bizantyjskich. Również w wielu dokumentach z okresu imperium osmańskiego Romów bałkańskich często określano słowem Kipt („Koptowie”), zaś wiele organizacji romskich, powstających w pierwszych latach niepodległości bułgarskiej (po 1878 r.), w swoich nazwach zawierało przymiotniki „koptyjski” lub „egipski”.
Wątek egipskiego pochodzenia Romów od początku ich pobytu w Europie jest silnie zakorzeniony zarówno w ich własnym folklorze, jak i w podaniach innych ludów, czego najlepszym przykładem są nadawane im egzoetnonimy, w wielu językach zawierające rdzeń „egipt”. Aż do czasu naukowego udowodnienia indyjskiej etnogenezy Romów, jako ich praojczyznę postrzegano bowiem starożytny Egipt, w czym niemałą rolę odegrała oparta na Biblii tradycja chrześcijańska oraz datująca się jeszcze z czasów antycznych europejska fascynacja tym krajem.
Egipska tożsamość tej grupy Romów (oraz wielu innych) wywodzi się zatem z ich folkloru, nie zaś z jakichkolwiek przekazów o rzeczywistej praojczyźnie, niemniej jest ona równie uzasadniona, jak wiele innych etniczno-historycznych samoidentyfikacji, opierających się w znacznej mierze na mitologiach narodowych i religijnych (por. np. rastafariański stosunek do Etiopii). Dopiero od niedawna istnieją świadome próby naukowej legitymizacji tego światopoglądu, co również jest w pełni uzasadnionym i historycznie nieodosobnionym elementem budowania tożsamości narodowej. Istotnym czynnikiem w jej rozwoju było także w przeszłości świadome odcięcie się od tożsamości romskiej, silnie naznaczonej różnego rodzaju antycygańskimi uprzedzeniami, a także niemożność pełnej asymilacji z resztą społeczeństwa (w tym przypadku albańskiego czy raczej albańskojęzycznego).

## Współczesność
Do tej pory Egipcjanie Bałkańscy wydali kilka publikacji na temat swojej kultury oraz utworzyli wiele stowarzyszeń i organizacji kulturowo-oświatowych, edukacyjnych i społeczno-politycznych, klubów sportowych, a także partii reprezentujących ich interesy w krajach, gdzie mieszkają. W 1998 roku większość z nich zrzeszyła się dobrowolnie w Bałkańską Unię Egipcjan, której przewodniczącym został dr Rubin Zemon.
Obecnie tożsamość Egipcjan Bałkańskich jest nadal budowana zarówno w formie akcentowania swojej odrębności wobec Romów i innych narodów, jak też nawiązywania do tradycji starożytnego Egiptu. Wysiłki te spotykają się jednak z obojętnością ze strony oficjalnych przedstawicieli Egiptu oraz niechęcią ze strony wielu organizacji romskich, oskarżających Egipcjan Bałkańskich o tworzenie sztucznych podziałów lub też uleganie obcym wpływom, zorientowanym na podzielenie jednej społeczności romskiej. Pojawienie się Egipcjan w mozaice etnicznej Bałkanów oraz rosnący etnocentryzm zarówno tej, jak i wszystkich innych grup etnicznych w regionie, powodują ponadto ciągłą eskalację napięcia oraz coraz bardziej komplikują tamtejszą sytuację polityczno-etniczną.
W związku z niedawnym kryzysem i wojną w Kosowie sytuacja mieszkających tam Egipcjan stała się dramatyczna, lecz również ich istnienie zostało szerzej dostrzeżone przez media międzynarodowe. Szacuje się, iż w 1996 roku Kosowo zamieszkiwało ok. 87 tys. członków tej społeczności, dane dla września 1998 podają już 41 tys. osób, zaś we wrześniu 2000 roku pozostało z nich jedynie 20 tys. Mimo kwestionowanej wiarygodności tych danych, niewątpliwe jest, iż kosowscy Egipcjanie podczas wojny padali ofiarą wielu czystek etnicznych, dokonywanych zarówno przez paramilitarne oddziały serbskie, jak i przez UÇK. Wiele osób zostało wygnanych ze swych domów oraz wyemigrowało do Macedonii, Serbii (w tym Wojwodiny) oraz krajów Europy zachodniej. W tej sytuacji obecnie wiele organizacji Egipcjan pełni dodatkowo funkcje samopomocowe oraz aktywnie przeciwdziała rozbiciu zagrożonej społeczności.
Szczególna sytuacja Egipcjan jest tym trudniejsza, że są oni nie tylko mniejszością etniczną we wszystkich zamieszkiwanych przez siebie rejonach oraz obozach dla uchodźców, lecz również są przez otoczenie traktowani jako mniejszościowa grupa romskiej mniejszości etnicznej, zaś przez wszystkie strony zaangażowane w konflikt są prześladowani, bądź w najlepszym razie nieakceptowani. Starając się zaradzić tej sytuacji, międzynarodowe organizacje humanitarne i pokojowe zwracają szczególną uwagę na rzeczywiste podziały wewnątrz pozornie jednorodnej grupy, określanej przez innych zbiorczym mianem „Cyganów”, do której oprócz Egipcjan Bałkańskich oraz właściwych Romów należą również Aszkali (alb. Ashkali). Powoduje to jednak wiele lokalnych animozji oraz wzajemnych oskarżeń o tworzenie podziałów, chęci asymilacyjne, korzyści materialne i polityczne jednej grupy kosztem pozostałych itp.